# مونا تشالمرز واتسون
أليكساندرا مارلي تشالمرز واتسون، الحاصلة على رتبة الإمبراطورية البريطانية (كنيتها قبل الزواج غيديس؛ 31 مايو 1872-7 أغسطس 1936)، وتُعرف باسم مونا تشالمرز واتسون، وهي طبيبة اسكتلندية ورئيسة فيلق الجيش النسائي الاحتياطي. كانت مونا أول امرأة تحصل على شهادة الطب البشري من جامعة إدنبرة، ساعدت في تأسيس مستشفى إلسي إنغليس للنساء وأول رئيسة للجمعية النسائية المدنية في إدنبرة، وطبيبة مقيمة، ثم كبيرة أطباء مستشفى ومستوصف إدنبرة للنساء والأطفال ومحررة مساعدة للموسوعة الطبية مع زوجها دوغلاس تشالمرز واتسون. في الوقت الذي سبق وفاتها عام 1936، كانت رئيسة الاتحاد النسائي الطبي، إذ انتُخبت عام 1935.

## بدايات حياتها وعائلتها
ولدت ألكساندرا ماري كامبل غيديس في الهند في الحادي والثلاثين من مايو عام 1872، وهي ابنة المهندس المدني أوكلاند كامبل غيديس (18831-1908) وكريستينا هيلين ماكليود غيديس (كنيتها قبل الزواج أندرسون 1850-1914). كانت مونا الابنة الكبرى في عائلتها التي تتضمن إضافةً إليها خمسة أطفال، من بين إخوتها كان إيريك غيديس وأوكلاند غيديس بارون غيديس الأول. بين عامي 1888 و 1890 تعلمت في مدرسة سان ليونارد في سان أندروز، في اسكتلندا. عندما حولت تركيزها لدراسة الطب، كان هذه أحدث نشاط من الاهتمام العائلي الطويل بتلك المهنة؛ إذ دعمت أمها كريستيان غوثري رايت ولويزا ستيفنسون في تأسيس كلية إدنبرة للطبخ والاقتصاد المحلي (أصبحت لاحقًا جامعة الملكة مارغريت)، وكانت من أوائل الذين قاموا بحملة لمناصرة قضية التعليم الطبي للنساء. كان لمونا من خلال أمها صلة قربة بإليزابيث غاريت أندرسون، وهي أول امرأة تصبح طبيبة في إنجلترا، وكانت عمتها من طرف أمها ماري مارشال (كنيتها قبل الزواج أندرسون) من أوائل النساء اللاتي اعتُرف بدراستهن للطب إلى جانب صوفيا جيكس بليك في جامعة إدنبرة عام 1871 وحصلن على الشهادة لاحقًا من باريس.

## التعليم وبدايات مسيرتها المهنية
بدأت مونا تعليمها الطبي عام 1891 في كلية الطب للنساء بجامعة إدنبرة التي أسستها إلسي إنغليس، التي أصبحت لاحقًا مناصرة مشهورة لحق تصويت النساء، ووالدها جون إنغليس. تخرجت مونا بدرجة البكالوريوس في الطب من جامعة إدنبرة عام 1896. بعد تخرجها، أمضت عامًا في لندن تعمل بصفتها طبيبة في جمعية المقاطعة الأمومية في بلاستو، وأمضت أيضًا ستة أشهر تعمل في منازل الدكتور براندون في كينت.
زادت الخبرة التي اكتسبتها في بلاستو، إذ سجلت رقمًا بأكثر من ألف عملية ولادة بنسبة موت واحد من ألف فقط، في موضوع أطروحتها لنيل شهادة الطب البشري عندما عادت إلى إدنبرة في السنة التالية. نالت مونا تشالمرز واتسون شهادة الطب البشري في الثلاثين من يوليو عام 1898 من كلية الطب في جامعة إدنبرة، إذ كانت أول امرأة تنال هذه الشهادة، ولم تنل زميلتها جيسي مكلارين ماك غريغور خريجة جامعة إدنبرة شهادتها حتى عام 1899.
في ذات اليوم الذي حصلت فيه على شهادة الطب، أصبحت مونا غيديس الدكتورة مونا تشالمرز واتسون؛ إذ تزوجت الدكتور دوغلاس تشالمرز واتسون في عصر ذلك اليوم، فأُجل الزفاف حتى تتمكن من كتابة دكتورة قبل اسمها. رُزق الاثنان بطفلين: روبرت وإيفرين. بعد زواجهما، أنشأ دوغلاس وزوجته عيادةً خاصة في إدنبرة في 11 شارع ووكر، وهي العيادة التي تشاركاها حتى عام 1914.
حرر آل تشالمرز واتسون الموسوعة الطبية، وهي عمل مؤلف من 15 مجلد ظهر أول مجلد منها عام 1900. بالإضافة للمساعدة في تحرير الموسوعة، ساهمت مونا بمقالة حول تغذية المرضى. نشرت مونا بعد ذلك كتابين مع زوجها: الأول «الطعام والتغذية في الصحة والمرض» عام 1910، والثاني «كتاب الحمية» عام 1913. بينما كان يدير الزوجان عيادتهما، عملت مونا أيضًا في مستشفى ومستوصف إدنبرة للأطفال والنساء الذي أصبحت لاحقًا مستشفى برونتسفيلد، إذ عُينت في الطاقم الطبي عام 1900 وأصبحت في نهاية المطاف كبيرة الأطباء.

## الفيلق الاحتياطي النسائي العسكري

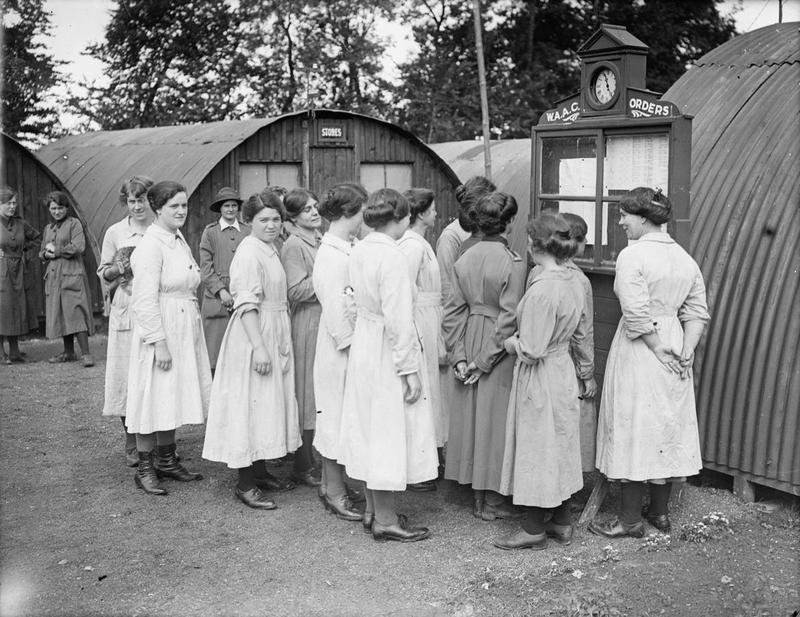
الفيلق الاحتياطي النسائي العسكري في فرنسا إبّان الحرب العالميّة الأولى.

منذ بداية الحرب العالمية الأولى، علمت النساء في اسكتلندا عادةً بالتمريض أو في صناعة الذخيرة، وأحيانًا بتشغيل المشافي الميدانية أو مطاعم الحساء أو قيادة سيارات الإسعاف لصالح الجمعية اليومانية للإسعاف والرعاية الصحية التي تأسست عام 1907. بحلول عام 1916، ناصرت مونا إنشاء فيلق من النساء المتطوعات اللاتي يتمكن من القيام بواجبات مساعدة غير قتالية. في ذلك الوقت، كان العميد الجنرال السير أوكلاند غيديس -أخو مونا- مديرًا للتجنيد في وزارة الحرب ورتب لقاء مونا مع السير نيفيل مكريدي الجنرال المساعد، لتقديم اقتراحها لتشكيل الفيلق. في السابع من يوليو عام 1917، أسس الفيلق النسائي الاحتياطي العسكري بشكل رسمي، طلب مكريدي أن تكون مونا هي أول رئيسة متحكمة بالفيلق وكبيرة ضباطه قبل أشهر قليلة في فبراير عام 1917. اختارت مونا واتسون هيلين غوين فاوخين بصفتها نائبًا لها، ورفعت عدد الفيلق إلى 40,850 امرأة ومنهن 17 ألف خدمن خارج البلاد (رغم أن أكبر عدد مجتمع للخدمة خارج البلاد كان 8,777).
نظرت مونا لتشكيل الفيلق بصفته تقدمًا في الحركة النسائية وتقدمًا وطنيًا، وأشارت إلى أنه -وللمرة الأولى- تمتلك النساء حصة رسمية معترفًا بها في خدمة جيشنا داخل البلد وخارجها. كتبت مونا في كتيب التجنيد: «هذه الفرصة العظيمة لكل امرأة قوية فعّالة تتمتع بالصحة وليست موظفة أساسًا في وظيفة ذات أهمية وطنية لتقديم خدماتها لبلادها». رغم أن مونا واتسون استقالت من قيادة الفيلق الاحتياطي النسائي العسكري بعد ما مرض أحد أبنائها بعد استئصال الزائدة الدودية، أعطت جهودُها تقدمًا غير مسبوق، تُبع وزيد عليه  خلال الحرب العالمية الثانية ممهدًا الطريق لتأسيس جهاز الاحتياط الإقليمي الذي أصبح الفيلق النسائي الملكي عام 1949. اعتُرف بعملها في تنظيم الفيلق الاحتياطي النسائي العسكري من خلال تقيم وسام الرتبة الإمبراطورية البريطانية عام 1917، وضُمن رسمٌ لصورتها في متحف الحرب الوطني في لندن (يُعرف الآن بمتحف الحرب الإمبراطوري) عند وفاتها.

## السياسة

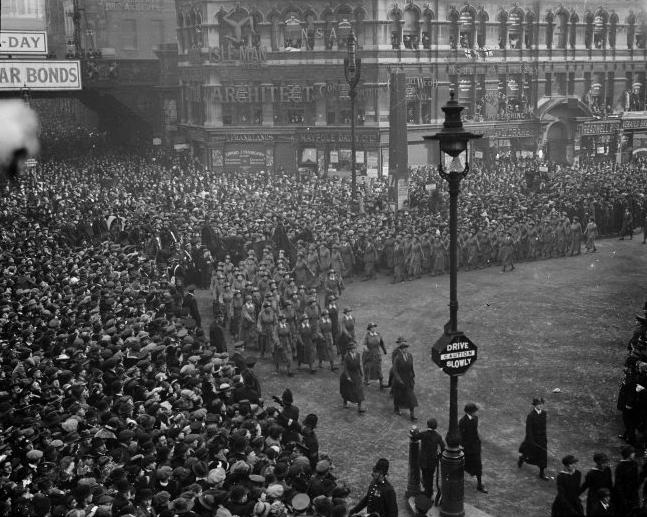
مسيرة للفيلق الاحتياطي النسائي العسكري في لندن عام 1918

كانت مونا تشالمرز واتسون ناشطة شهيرة للدفاع عن حق تصويت المرأة، وبينما لم يتضمن انخراطها أعمالًا عسكرية مثل بعض قريناتها، لم تكن مناصرتها سلبية. خلال تأسيس الفيلق النسائي الاحتياطي العسكري، ركزن على تحسين الأجور المدفوعة للنساء اللاتي يقمن بأعمال الرجال. شغلت أيضًا منصب طبيبة للناشطات المدافعات عن حق تصويت المرأة المسجونات في بيرث، وكانت مديرة شركة النشر تايم آند تايد.
عندما أعطى قانون تمثيل الشعب عام 1918 8.4 مليون امرأة، أصبحت مونا واتسون أول رئيسة للجمعية النسائية المدنية في إدنبرة. كانت منخرطة بشكل مقرب في تأسيس نادي الخدمات الموحدة النسائي في حدائق درومشه في إدنبرة وفي السنة التي توفيت فيها عام 1936 أصبحت رئيسته. كانت مونا واتسون إحدى مؤسسي لجنة مناهصة الاعتداء على الأطفال عام 1920. في النعي المنشور في صيحفة سكوتسمان في الثامن من أغسطس عام 1936، وُصفت الاستجابة لوفاتها برد فعل مفاجئ وتميزت «بالفكرة المحتومة، فماذا ستفعل كل الجمعيات النسائية في إدنبرة دونها؟ أيدت الجمعيات والمستشفيات ومجالس التمريض الملكية بدعمها واستلهمت طاقتها العملية».

## مسيرتها المهنية اللاحقة
في نهايات مسيرتها المهنية أصبحت مونا واتسون عضوًا في اللجنة الاستشارية للتغذية وكانت عضوًا خبيرًا في اللجنة الاسكتلندية لمجالس الاستشارات الصحية خلال عشرينيات القرن الماضي. كانت أيضًا عضوًا في اللجنة الدائمة لعلوم الصحة الاسكتلندية، بعد أن عينتها وزارة الصحة في اسكتلندا في عام 1933. اعتُبر تقرير كاثكارت الصادر عن لجنة الخدمات الصحية الاسكتلندية نموذجًا للخدمات الطبية البريطانية في فترة ما بعد الحرب، وساعد في إرساء الأساس لنظام صحي اسكتلندي فريد من نوعه.
عينها وزير الصحة ووزير الخارجية في اسكتلندا في يونيو عام 1935، عضوًا في اللجنة الاستشارية للحمية. وُصف هدف هذه اللجنة على أنه: «الاستعلام عن الحقائق، الكمية والنوعية فيما يتعلق بالنظام الغذائي للناس، والإبلاغ عن أي تغييرات فيه تبدو مرغوبة في ضوء التطورات الحديثة في معرفة التغذية». أدت رغبتها السياسية في تعزيز قضية النساء في مجال الطب، إلى توليها عددًا من المناصب البارزة حتى نهاية حياتها، وكانت رئيسة لكل من الجمعية الطبية النسائية الاسكتلندية والاتحاد الطبي النسائي البريطاني، إذ انتخبت في المنصب الأخير قبل بضعة أشهر من وفاتها.